# 洞穴学
洞穴学（どうけつがく、英: speleology）とは、洞穴やカルスト地形の成り立ち、構造、物理的特性、歴史、生命形態、経時変化などを科学的に研究するものである。洞窟学（どうくつがく）ともいう。Speleology という用語は趣味的な洞穴探検を指すこともあるが、その場合にはより適切な用語としてケイビングがある。
洞穴学は、化学、生物学、地質学、地形学、気象学、地図学、水文学、古生物学、考古学といった知識を統合して、洞穴などを複雑な系として特性を明らかにする学際領域である。洞穴学の発展は、スポーツや探検としてのケイビングの発展と密接に関連している。実際、ケイビングと洞穴学の実地調査の手法は基本的には同じである。
用語としての洞穴と洞窟は、洞窟の方がやや多用される感もあるが、とくにこだわられない。本項では、固有名詞を除いて洞穴で統一した。

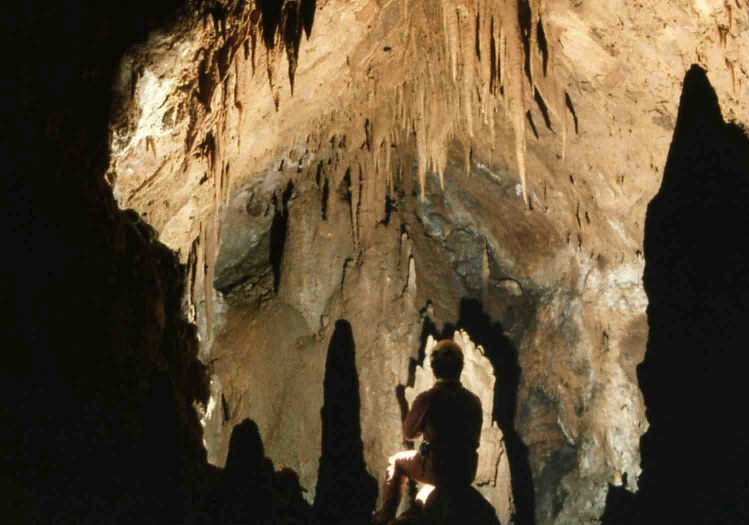
秋吉台の鍾乳洞

## 歴史
19世紀中盤以前、洞穴の科学的価値は単に他の科学分野に何らかの貢献をするだけのものと考えられており、洞穴の研究は、地理学、地質学、考古学といった大きな分野の一部とされていた。「洞穴学の父」と呼ばれるフランスの Édouard-Alfred Martel（1859年 - 1938年）以前には、洞穴に注目した研究は非常に稀であった。Martel は洞穴の調査研究を幅広く行い、洞穴学の概念を確立させた。1895年、Martel は世界初の洞穴学の組織として Société de Spéléologie（洞穴学会）を設立した。
日本では、1975年に日本洞窟学会が発足し、1995年に日本ケイビング協会（1960年発足；前身は1956年発足の四国ケイビングクラブ）と日本洞窟協会（1978年発足）を併せて今に至っている。日本洞窟学会には洞窟学雑誌の編集委員会を始め、洞窟測量・記録、洞窟救助、ホームページ編集、大会記録、ケイビング・ジャーナル編集の6委員会がある。
ケイビング組織としては、秋吉台において山口ケイビングクラブが1962年から活動を続けている。

## 洞穴の地学

### 水文学
洞穴を流れる地下水は流路の形状や降雨に対する応答性（流量・水質・水温の変化）など、かなりの点において地表を流れる川の性質と類似したところが多く、地下川と表現される。
地下水系の調査
　地下に流れ込む川の水がどこに流れ出るのか、昔から人々は興味をもち、籾殻を上流のポノールに流し込んだりした。洞穴系の全体像の解明や形成発達史を研究するためには地下水流のつながりを明らかにすることが重要で、近代に科学的な調査が行われるようになってからは、食塩を投入して電気伝導度の変化を調べたり、染料による水の着色が行われるようになった。着色したヒカゲノカズラ Lycopodium の胞子も有効な結果を示した。今ではフルオレッセインソーダ、ローダミン、エオシン、蛍光増白剤などの蛍光染料や同位元素を用いた方法など、多様な手法が開発され、精度が格段に高くなっている。
日本ではフルオレッセインソーダがよく用いられている。通常では検出できない濃度に薄まった川水から、活性炭を使って容易かつ簡易に検出を行うことができる。ただ、フルオレッセインソーダはバスクリンなどの浴用剤に含まれているため、下水道が整備されていない田舎での調査では湯水による汚染のバックグラウンドについて、また実施に当たっては上水道源への混入の可能性など、事前の環境アセスメントが必要になる。

### 古生物学
洞穴からしばしば哺乳動物の化石が発見される場合があり、古生物学との関わりがある。これは、特に縦穴が大型動物にとって落とし穴のような役割を果たすためである。とくに石灰洞内の地下水は石灰分に富み、化石骨が風化せず、保存に適しているため、過去にすんでいた生物群を明らかにする重要な試料となる。日本ではこれまでに栃木県葛生、広島県帝釈台、山口県秋吉台、沖縄県などの石灰洞等から発見された化石の研究が進んでいる。

### 気象学
洞内気流や気温、湿度、洞内霧などについて研究が行われる。地中温度はふつう-50cmで日変化が、-10mで年変化が消失すると言われるが、カルストのような洞穴地帯ではそれをはるかに越える数倍から数十倍の深/奥部まで外気温の影響がみられる。これは洞窟系や割れ目系を通じて外気の流出入（煙突効果）や、雨水の浸透が激しく起こることによる。
煙突効果がみられず、また地表水の洞内への浸透が少ない洞窟では地表温度の影響を受けにくい。冬季に氷点下に下がった気流が大量に洞内に流れ込むような洞窟では、冷たく密度の大きい空気が洞内に滞留し、夏季にも洞内の気温が氷点下に維持され、氷による洞内装飾が見られることがある。このような洞窟を氷洞（氷穴）という。
洞内気流が地表との間の未知の連絡洞の探査に応用されることもある。煙突効果が起こることによる洞内気の季節的な二酸化炭素分圧の変化によって、洞穴生成物は主として冬季に成長するという研究もある。

### 火山洞穴学
火山地帯の洞穴においては、熔岩が時に強い磁気を有するためにコンパスによる測量ができない、二酸化炭素などの火山性ガスの滞留等に十分気をつけねばならないなど、通常の洞穴調査とは違った調査・研究の手法や探検技術が求められることがあり、火山洞穴学という独立した分野をつくっている。

## 洞穴の生物学
洞穴には様々な独自の生物相が存在する。洞穴における生態系は様々で、地表の生態系と明確に分離していないことも多い。しかし一般に、洞穴が深くなればなるほど、その生態系の独自性が強まる。
洞穴環境は以下の3つに分類される。
- 地中性 (Endogean): 岩の割れ目や岩礫と岩礫の間の空隙、雨水が浸み込む土壌中の流れみち、腐った木の根、小動物の掘った穴などにより、地表との連絡がある部分。
- 半地下性 (Parahypogean): 入り口からの光がやっと届く程度の境界部分。
- 地下性 (Hypogean): 真の洞穴環境。地表とは気流や地下流をつうじてつながりがあり、稀に動物が入り込むこともあるが、基本的に孤立している。地下性環境は日光をエネルギー源としない独自の生態系を育んでいる。硝化バクテリア、硫黄バクテリア、鉄バクテリアや放線菌などの化学合成独立栄養生物が、洞穴粘土中の無機物から得られる化学エネルギーを利用し、他の動物の発育に不可欠な有機物をつくりだしているのが基本となっている[4]。

洞穴生物は以下の3つに分類される。
- 真洞穴性動物 (Troglobites): 洞穴にしか棲めない動物。短時間なら洞窟から出られるものもあるし、ライフサイクルの一部を地表で過ごすものもあるが、生涯を洞穴外で過ごすことはできない。例として化学合成独立栄養生物（細菌）、一部の扁形動物、トビムシ、メキシコメナシウオなどがある。
- 好洞穴性動物 (Troglophiles): 生涯の一部あるいは全部を洞穴で過ごすが、地表であっても適切な環境があれば棲める。例えば、カマドウマ、ヤスデ、カニムシ、クモなどがある。
- 周期性洞穴動物 (Trogloxenes): 洞穴によくいて、ライフサイクルの一部を洞穴で過ごす必要があるものもいるが、地表または半地下性環境に基本的に棲息する。洞穴棲コウモリやアナツバメ、アブラヨタカ、ホラアナグマ、冬眠性の爬虫類などがこれに属する。

また、通常地表に棲むものが洞穴を好むわけでもないのに何らかの偶然によって洞穴に棲む場合もある。中には長期間洞穴にいては生きられないもの（Troglophobes) もいる。例えば、穴に落ちた鹿、洪水で流されて洞穴に落ち込んだカエルなどがある。
洞穴の生態系を特徴付けるのは、エネルギーと栄養素である。カルスト地形の洞穴では水分はある程度常に確保される。日光が届かず、枯葉などが積もることもないため、地表の水分の豊富な領域に比べると洞穴の環境はきびしい。洞穴環境でのエネルギーの大部分は、外界の生態系の剰余部分が起源となっている。地下水の流れにのって入ってくる地表の有機物の砕片や、周期性洞穴動物の糞がエネルギーや栄養素の元となっている。例えば、コウモリの糞である。その他の必須栄養源は上述の通りである。
洞穴の生態系は非常に繊細である。人間の活動によって脅かされることが多い。ダム建設、石灰石の採掘、地下水のくみ上げ、あるいはちょっとした災害によって地下の生態系は壊滅的な打撃を受けることがある。

## 洞穴の地図
洞穴の詳細かつ正確な地図の作成は、典型的な技術的活動の1つである。洞穴地図は survey と呼ばれ、個々の洞穴の長さや深さや容量の比較に使われたり、洞穴の成り立ちを推理する手掛かりとなったり、その後の研究やケイビングでのルート探索に利用されたりする。
洞穴地図作成にあたっては、洞穴入り口などの固定点を出発点とし、station との間で一連の連続的な照準線測定を行う。方向の測定には方位磁針、高低差の測定にはクリノメーター、距離の測定には光波測距儀などが使われる。直線的データと共に、形状の詳細、登りか降りか、水溜りや流水の有無、地面の物質は何か、などが記録される。これを元に地図製作者が line-plot と呼ばれるものを作成し、更なる調査で詳細な地図へと更新していく。洞穴地図を2次元的に紙上で表現する際には、plan と profile と呼ばれる図にされるが、コンピュータでは3次元で表現することもある。ケイビングを楽しむ人の中には、技法として洞穴地図作成も行う者もいる。
洞穴地図の正確度（grade）は、測定の技量や方法に依存する。英国洞穴調査学会は1960年代に洞穴地図の正確度を6段階にわけ、Grade One（記憶に基づく簡単なスケッチ）から Grade Six（三脚を使った各種機器と温度較正可能な鉄製の巻尺を使った測定）とし、最も一般的な正確度を Grade Five とした。この Grade Five は、手持ちの測定機器を使い、精度が10センチ以下の巻尺を使ったものを指す。
洞穴地図作成に使われる機器は進化を続けている。コンピュータや慣性システム、電子測距儀などが使われたりしているが、地下での利用を考慮したものは今のところ登場していない。

### 測量ソフトウェアの問題
洞穴の中心線に沿って連鎖的に測量していくと誤差が蓄積されていき、第二の入り口やループが発見されたときなどに不一致が見つかる。そのような場合に一貫性を向上させるために測量ソフトウェアが広く利用されている。
洞穴は調査が進むにつれて新たな発見（ループ、入り口など）があり、年月をかけて徐々に認識が深まっていく。そのような状況で洞穴地図を書き上げるのはなかなか困難である。紙上の地図は数年ごとに一から書き直されたり、一部だけは完全だが他は修正される可能性ありとして描かれたりする。

## その他の領域
洞穴学者は考古学者と共同で、地下の遺跡、トンネル、下水道、水道などの調査にあたることがある。例えば、古代ローマの下水道システムクロアカ・マキシマなどである。
オランダのマーストリヒトには、AD1500頃からつづいた泥灰岩採掘坑道が隣国のベルギーにかけて高密度、網状に掘進（総延長200km）されている。鉱夫たちによって壁面に遺された絵や彫像など、その他多くの遺物が発見されている（ST. PIETERSBERG洞窟）。
日本では宇都宮地方に江戸時代から掘られた大谷石の地下採掘場が多くあり、巨大な空間を作りだしてきた。1989年にはそのような古い空洞の崩落によって、直径100m、深さ30mの陥没が起こった。